# 里木店駅
里木店駅（りぼくてんえき）とは、中華人民共和国黒竜江省綏化市肇東市に位置する浜洲線の駅。

## 歴史
- 1900年　開業。

## 隣の駅
中華人民共和国鉄道部
浜洲線
対青山駅 - 里木店駅 - 姜家駅
座標: 北緯45度57分54秒 東経126度12分32秒 / 北緯45.964945度 東経126.208996度